# 維什內韋齊卡河
維什內韋齊卡河（烏克蘭語：Вишневецька），是烏克蘭的河流，位於該國東部，流經盧甘斯克州，屬於尤西基納河的支流，發源自羅韋尼基，河口處在維什內韋，河道全長16.3公里。